# Samtskhé-Djavakheti

Geografia física de Samtskhé-Djavakheti

Samtskhé-Djavakheti (georgià: სამცხე-ჯავახეთი, pronunciat [sɑmtsʰxɛ dʒɑvaxɛtʰi]), és una regió (mkhare) del sud de Geòrgia que inclou les regions històriques de Meskhètia (o Samtskhé), Djavakhètia i Tori. La seva capital és Akhaltsikhe.
El Gasoducte Bakú-Tbilisi-Erzurum i l'Oleoducte Bakú-Tbilisi-Ceyhan travessen la regió.

## Situació
Samtskhé-Djavakheti limita amb Adjària a l'oest, Gúria i Imerècia al nord, Xida Kartli i Kvemo Kartli a l'est i nord-est, i amb Armènia i Turquia al sud i sud-oest.

## Subdivisions

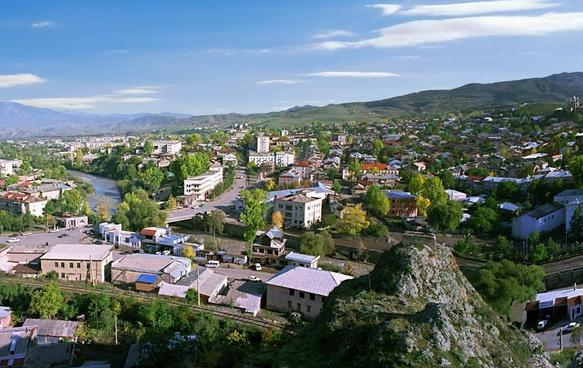
Akhaltsikhe, la capital de la regió

La regió comprèn sis municipis.
| Municipi    | Habitants (2014) | Població principal | Habitants (2014) |
| ----------- | ---------------- | ------------------ | ---------------- |
| Akhaltsikhe | 20992            | Akhaltsikhe        | 17903            |
| Adigueni    | 16462            | Adigueni           | 783              |
| Aspindza    | 10372            | Aspindza           | 2793             |
| Akhalkalaki | 45070            | Akhalkalaki        | 8295             |
| Borjomi     | 25214            | Borjomi            | 10546            |
| Ninotsminda | 24491            | Ninotsminda        | 5144             |

## Demografia

Densitat de població dels municipis de la regió

A 2014, la composició ètnica dels 160504 habitants de la regió de Samtskhé-Djavakheti era la següent:
- Armenis: 81.089 (50,52%)
- Georgians: 77.498 (48,28%)
- Russos: 712 (0,44%)
- altres grups: 1.194 (0,74%)

Els municipis d'Akhaltsikhe i d'Akhalkalaki són els més densament poblats. La població de cultura armènia es concentra sobretot als municipis d'Akhalkalaki i Ninotsminda, on representa més del 90% de la població. Als altres quatre municipis de la regió, els armenis són minoritaris.
La zona de Meskhètia era la llar històrica dels turcs meskhetians, que van ser deportats per la Unió Soviètica l'any 1944.

## Turisme
La principal atracció turística és el monestir de Vàrdzia (fundat per la Reina Tamara el 1185) i les seves coves, el de Vanis Kvabebi (del segle viii), el Castell de Rabati i la fortalesa Khertvisi. Altres llocs coneguts són el monestir de Sapara del segle x, la fortalesa de Tmogvi, i el monestir de Zarzma del segle viii.